# كلود روبرت
كلود روبرت هو لاعب هوكي الجليد كندي، ولد في 10 أغسطس 1928، وتوفي في 6 يناير 2007.

## وصلات خارجية
- كلود روبرت على موقع دوري الهوكي الوطني (الإنجليزية)
- كلود روبرت على موقع EliteProspects.com (الإنجليزية)
- كلود روبرت على موقع HockeyDB.com (الإنجليزية)
- كلود روبرت على موقع Hockey-Reference.com (الإنجليزية)